# 米夏埃尔·克瑙特
米夏埃尔·克瑙特（德語：Michael Knauth，1965年6月24日—），德国男子曲棍球运动员。他曾代表德国参加1992年和1996年夏季奥林匹克运动会曲棍球比赛，其中1992年奥运会获得一枚金牌。